# HD 20346
HD 20346，又名BD+38 690，SAO 56322、HR 986，是一颗恒星，视星等为5.96，位于銀經151.51，銀緯-15.34，其B1900.0坐标为赤經3h 11m 16.7s，赤緯+38° -15.34′ 57″。